# Postwurfsendung
Die Postwurfsendung ist eine Versandform der Deutschen Post. Sie erfolgt in Form der massenhaften Zustellung identischer Postsendungen an eine Empfängergruppe durch die Zusteller. Hierbei wird die Postwurfsendung meist in großer Menge zu ermäßigtem Entgelt ähnlich wie eine Drucksache von einem Postboten in die Briefkästen der Haushalte geworfen. Synonym wird auch der Begriff Wurfsendung gebraucht.
Die Postwurfsendung ist unverlangt, nichtadressiert oder teiladressiert und dient vor allem Werbezwecken.
Die Postwurfsendung unterscheidet sich von der Hauswurfsendung nur durch die Qualität der Zustellung: diese geschieht bei der Hauswurfsendung entweder kommerziell durch Verteiler von Werbeprospekten, Tages- und Wochenzeitungen oder unkommerziell durch freiwillige Helfer einer Interessengruppe.

## Geschichte
Postwurfsendungen waren am 1. März 1925 unter der Bezeichnung Wurfsendung für Massendrucksachen von der Deutschen Post versuchsweise zugelassen worden. Es mussten mindestens 1.000 Stück auf einmal eingeliefert werden. Die Empfängergattung war anzugeben. Es folgten, im Laufe der Zeit, unterschiedliche Mindesteinlieferungen, Höchstgewichte, Gebühren usw. 1927 erhielten Wurfsendungen die Bezeichnung „Postwurfsendung“, nun konnten auch Mischsendungen (Drucksachen und Warenproben) als Postwurfsendung aufgegeben werden. Zu Beginn des Zweiten Weltkriegs wurde der Dienst eingestellt, nach dem Krieg wieder zugelassen. In Anpassung an die Bestimmungen des internationalen Postdienstes wurden vom 1. Juli 1952 an übergangsweise „Drucksachen zu ermäßigter Gebühr“ im innerdeutschen Postverkehr zugelassen. Nach dem 1. Juli 1954 wurde die Unterscheidung zwischen Drucksachen und Mischsendungen bei der Deutschen Bundespost aufgehoben. 
Die deutsche Postordnung von 1964 ließ Postwurfsendungen unter der Bezeichnung Wurfsendung nur noch bis 50 g zu (1984 bis 100 g). Am 1. September 1993 wurde die Sendungsart Infopost eingeführt. Durch die Umstellung bei den Postleitzahlen ergab sich im Laufe der Zeit teilweise immer wieder eine Änderung der Gebietseinheiten für die Zustellung der Postwurfsendungen. Am 31. Dezember 2015 wurde der Dienst eingestellt und durch POSTAKTUELL ersetzt.

## Heutige Verhältnisse

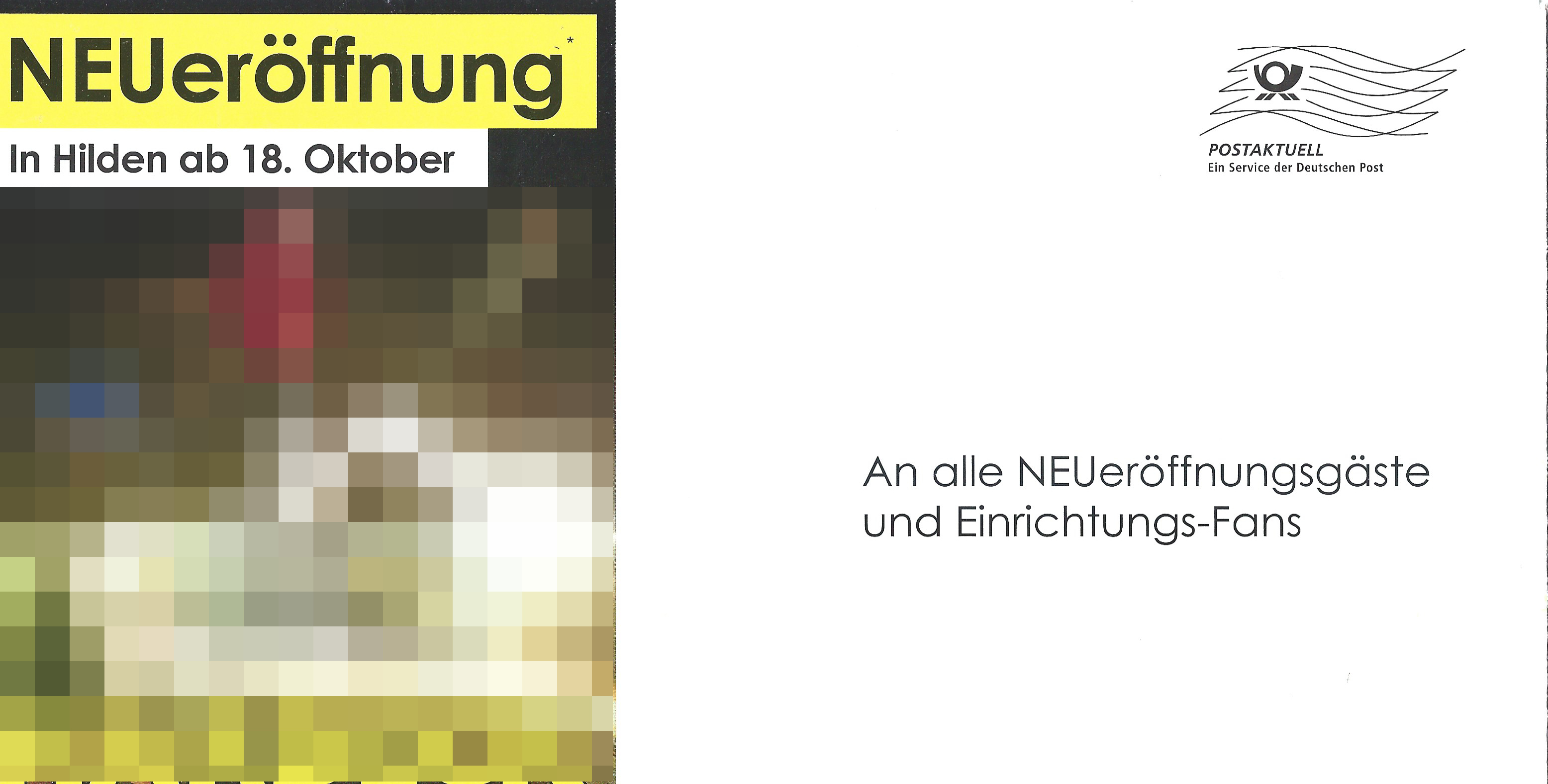
Briefumschlag einer Werbesendung mit der Versandart „Postaktuell“, durch die Deutsche Post im Oktober 2017

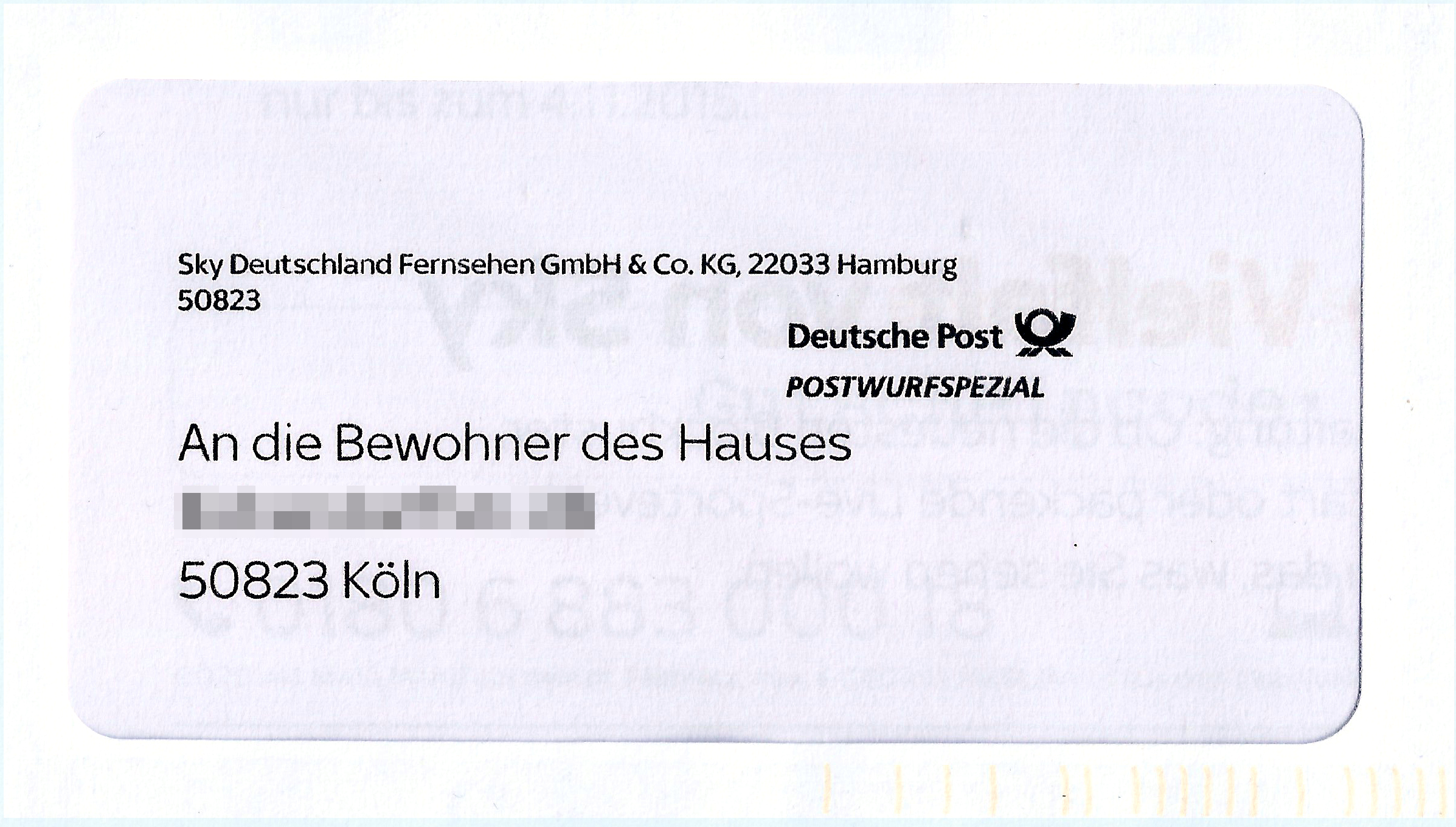
Anschriftenfeld einer teiladressierten Sendung (Postwurfspezial)

Seit dem 1. Januar 2016 wird die Sendungsart POSTAKTUELL unter anderen Preisen und Verteilungsmöglichkeiten angeboten.
Seit einigen Jahren gibt es die teiladressierte Versandform „Postwurfspezial“. Bei dieser ist auf der Sendung eine Adresse aufgedruckt, die jedoch keinen Namen enthält, sondern eine Allgemeinbezeichnung wie „An alle [Zielgruppenbezeichnung]“. Die Sendungen werden vom Briefzentrum über die Gangfolgesortierung direkt in die sonstigen zuzustellenden Sendungen gemischt und auch mit einem Zielcode versehen. Aufgrund der Teiladressierung und vom äußeren Erscheinungsbild her sollen Empfänger der Sendung eine höhere Aufmerksamkeit schenken, da diese nicht wie eine übliche Wurfsendung aussehen. Das Produkt ist somit zwischen POSTAKTUELL und Dialogpost, die bis zum 31. Dezember 2015 Infopost genannt wurde, eingeordnet. Die Adressierung erfolgt mit den hinterlegten Angaben der Deutschen Post über die jeweilige Anzahl der Haushalte an einer Hausanschrift und der Anzahl der dort bekannten Werbeverweigerer, sodass die nötige Stückzahl passgenau bereitgestellt werden kann. Teiladressierte Sendungen dürfen trotz der Anschrift auf der Sendung nicht an Werbeverweigerer zugestellt werden. Dies unterscheidet die Handhabung von der Dialogpost, die zwingend an einen konkreten Empfänger adressiert sein muss.
Die Schweizerische Post vermarktet das gleiche Produkt unter der Bezeichnung „PromoPost“.
Die Österreichische Post vermarktet das gleiche Produkt unter der Bezeichnung „Info.Post“.

## Keine Werbung

Werbeeinwurfverbot

Der Empfänger kann sich gegen unverlangte, nicht adressierte, teiladressierte(kein Name) und unerwünschte Postwurfsendungen schützen, indem er mit einem Aufkleber an seinem Briefkasten darauf hinweist, dass Werbung nicht erwünscht ist. Dieser Hinweis wird von seriösen Verteilern beachtet. Dabei gibt es verschiedene Texte auf den Aufklebern, z. B. Bitte keine Werbung und kostenlose Zeitungen einwerfen, ein allgemeines Werbeverbot wie Keine Werbung einwerfen oder eine Aufzählung der unerwünschten Werbemittel.

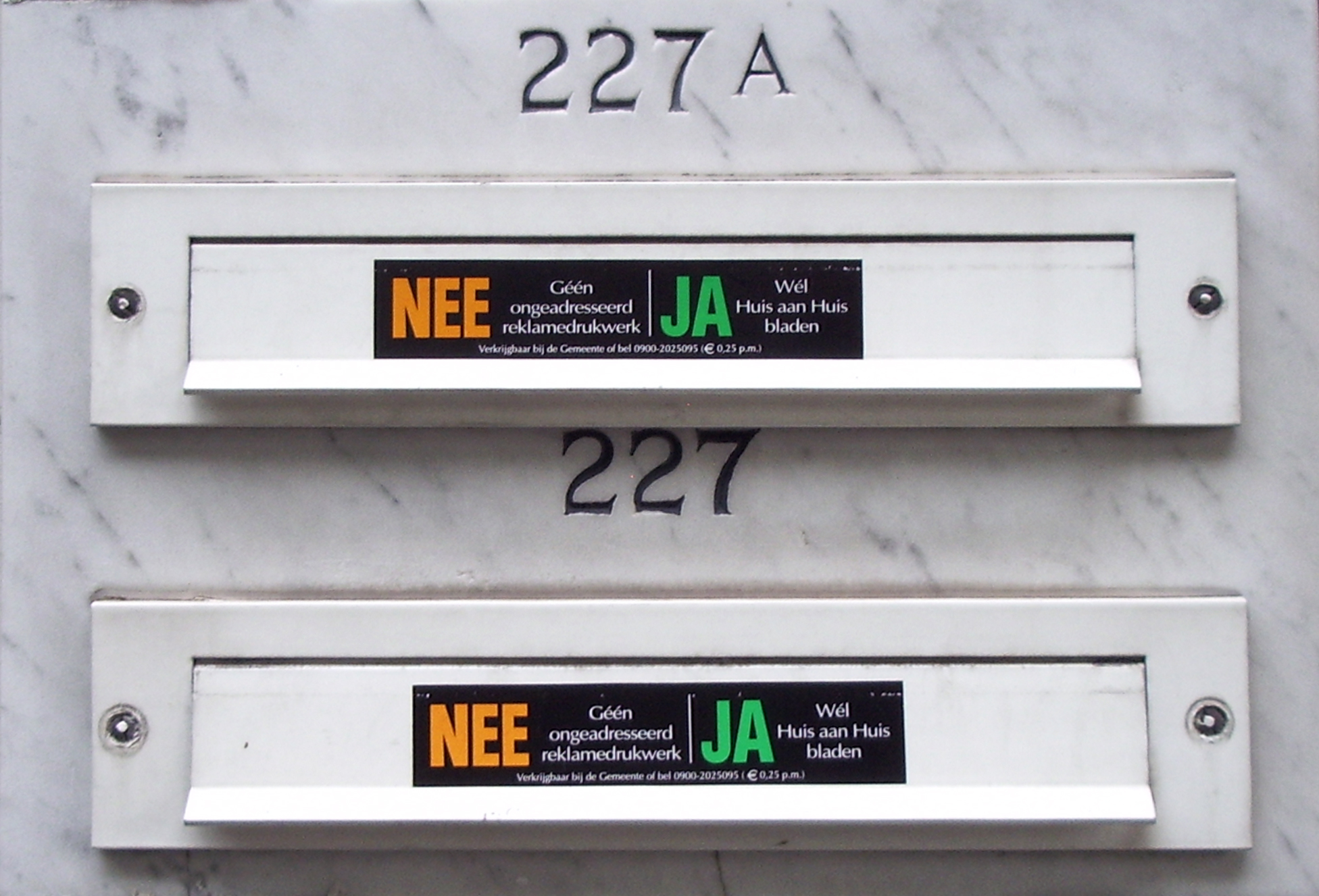
Hausbriefkästen mit Aufklebern zur Werbeverweigerung in den Niederlanden

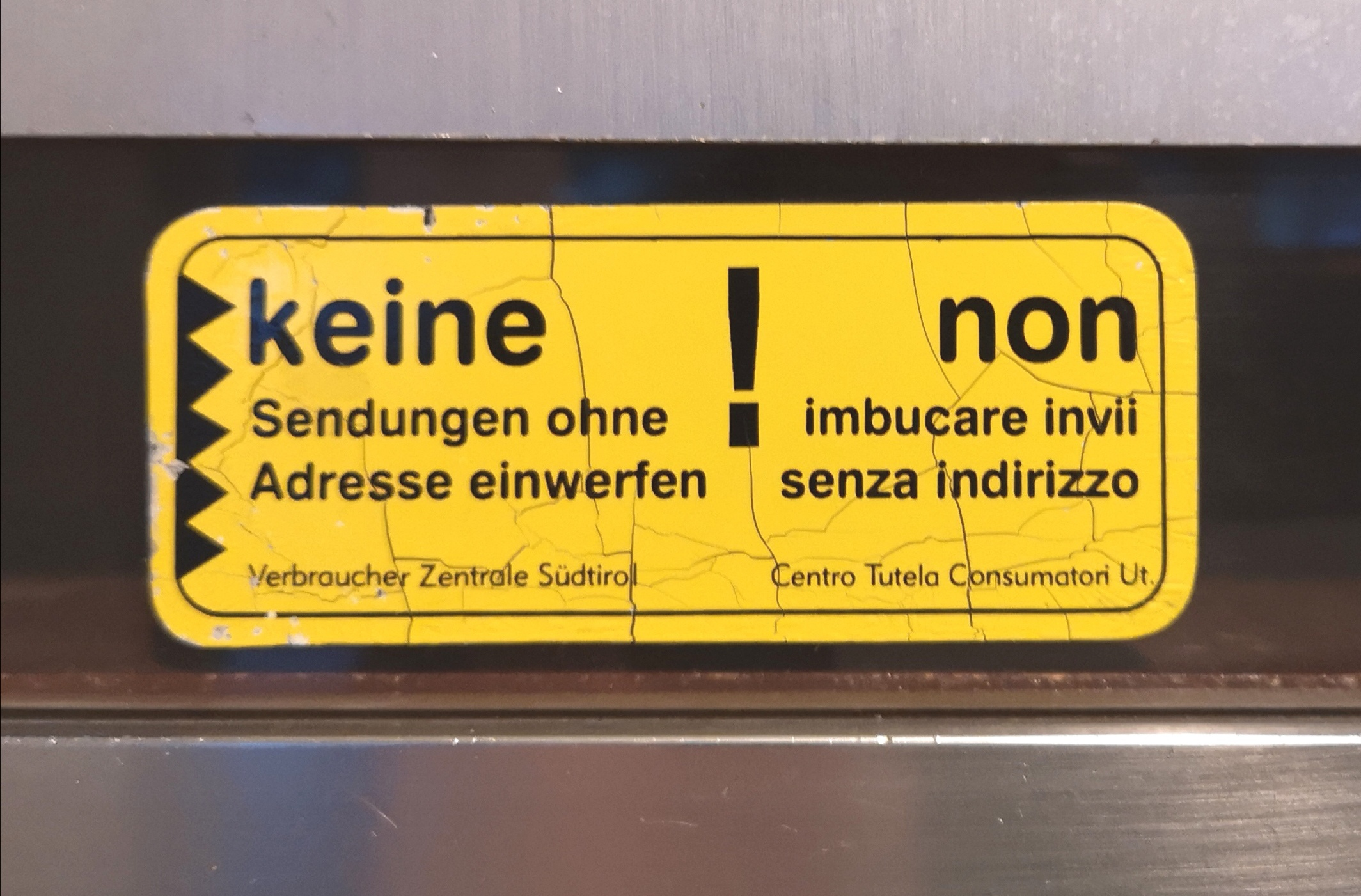
Hausbriefkasten in Südtirol mit zweisprachigem Werbeverweigerungsetikett

Postzusteller und Prospektverteiler dürfen hier weder nicht persönlich adressierte Werbematerialien noch Postwurfsendungen einwerfen. Dies gilt auch für sogenannte teiladressierte Sendungen, z. B. „An die Gartenfreunde des Hauses Bergstraße 10, Musterstadt“. Persönlich adressierte Werbesendungen hingegen müssen von Zustellern zugestellt werden.
Bei redaktionellen Werbeblättern, Gratis-Wochenzeitungen oder kostenlosen Zeitungen mit Werbeeinlagen reicht der Hinweis ‚keine Werbung‘ nicht aus, um deren unerwünschter Zustellung zu unterbinden. Hier muss der Hinweis ‚keine Werbung‘ gegebenenfalls noch um den Zusatz keine kostenlosen Zeitungen oder keine kostenlosen Zeitungen, Handzettel, Wurfsendungen und Wochenblätter ergänzt werden.
Einige Versender von persönlich adressierter Werbung gleichen ihren Adressdatenbestand gegen die Robinsonliste ab. Ein Eintrag in der Robinsonliste soll gegen einen Teil der persönlich adressierten unerwünschten Werbung helfen. 
Postwurfsendungen gegen den ausdrücklichen Willen des Empfängers stellt einen rechtswidrigen Eingriff in das Recht auf informationelle Selbstbestimmung dar.
Zur Regelung in Österreich siehe Werbeverzicht.
In der Schweiz kann man mit einem am Briefkasten angebrachten „Stopp-Kleber“ signalisieren (was 39 % aller Haushalte tun), ob man Werbung möchte oder nicht. Der Aufkleber wird von der Post und den großen Direktwerbefirmen akzeptiert. Informationen von Parteien und Organisationen im Vorfeld von Wahlen und Abstimmungen, amtliche Mitteilungen sowie Spendenaufrufe gemeinnütziger Organisationen gelten nach Ansicht der Schweizerischen Post nicht als Werbung und werden auch bei Vorhandensein eines Stopp-Klebers eingeworfen.